# NCIS: New Orleans
NCIS: New Orleans es una serie de televisión estadounidense creada por Gary Glasberg y transmitida por CBS. Se estrenó el 23 de septiembre de 2014, es un spin-off de la serie NCIS. Finalizó el 23 de mayo de 2021 tras siete temporadas y un total de 155 episodios.

## Premisa
NCIS: New Orleans sigue a un equipo ficticio de agentes especiales del Servicio de Investigación Criminal Naval (en inglés: Naval Criminal Investigative Service, NCIS) estacionados en Nueva Orleans, Luisiana y dirigidos por el agente especial supervisor Dwayne Cassius Pride (Scott Bakula). El equipo se centra en delitos que involucran al personal de la Armada y el Cuerpo de Marines de los Estados Unidos, y su territorio se extiende desde el río Misisipi hasta el Mango de Texas. Trabajando bajo la supervisión de Pride al comienzo de la serie está Christopher LaSalle (Lucas Black), un ex ayudante del sheriff de la parroquia de Jefferson reclutado por Pride después del huracán Katrina y Meredith Brody (Zoe McLellan), una transferida de la oficina de campo del NCIS en los Grandes Lagos, que ha trabajado como agente especial a flote y está dispuesta a dejar atrás su pasado mientras se muda a Nueva Orleans. Cuentan con la asistencia de la Dra. Loretta Wade (CCH Pounder), forense de la parroquia de Jefferson, Sebastian Lund (Rob Kerkovich), un especialista forense que ayuda a Wade, y Patton Plame (Daryl «Chill» Mitchell), un hacker parapléjico convertido en especialista en informática para el NCIS. En la temporada 2, Sonja Percy (Shalita Grant), una agente especial de la ATF que ayudó al equipo en el caso Baitfish la temporada anterior, se une a ellos de forma permanente.
Al final de la temporada 2, un caso que involucra un ataque terrorista interno y un agente especial corrupto del Departamento de Seguridad Nacional genera una reacción violenta que culmina con la renuncia de Brody al NCIS al comienzo de la temporada 3. Después de esto, la agente especial del FBI Tammy Gregorio (Vanessa Ferlito) es enviada a investigar a Pride y su equipo; más tarde es reclutada por el NCIS después de ser despedida por el FBI después de que una parte vital de su caso contra un cártel saliera mal bajo su supervisión. Además, Sebastian, tras interesarse por el trabajo de campo, completa la formación FLETC y se incorpora al equipo como Agente Forense durante la temporada.
Cerca del final de la temporada 4, Percy deja el equipo después de aceptar una oferta para unirse al FBI. Poco después, Pride recibe un disparo y casi muere a manos de la vengativa esposa de un asesino vinculado al caso Clearwater, a quien había matado en la temporada 3. Se recupera al comienzo de la temporada 5 y luego acepta un ascenso a Agente Especial Regional a Cargo para un cambio de ritmo. Para reemplazarlo llega la agente especial supervisora Hannah Khoury (Necar Zadegan), una exagente de inteligencia que busca establecerse y reconectarse con su familia.
En la temporada 6, Khoury es degradado de líder del equipo después de romper el protocolo en una operación conjunta con el FBI, lo que permite a Pride regresar y retomar su antiguo puesto, aunque Khoury permanece como segundo al mando. También durante la temporada, la búsqueda de LaSalle sobre la desaparición y posterior asesinato de su hermano Cade resulta en su propia muerte a manos del mismo asesino. Después de ser vengado y llorado, pronto es reemplazado por el notoriamente antisocial agente especial Quentin Carter (Charles Michael Davis), un reparador con reputación de trabajar solo que gradualmente se simpatiza con el equipo con el tiempo.
En la temporada 7, con la pandemia de COVID-19 sumida en la incertidumbre a la ciudad de Nueva Orleans, la comandante del JAG Rita Devereaux (Chelsea Field), la novia de toda la vida de Pride y una abogada experimentada se une a la oficina del fiscal del distrito para ayudar a restaurar la justicia social, mientras que Pride se une a un grupo de trabajo creado por el alcalde para restaurar la ciudad. Los dos finalmente se casan en el final de la serie.

## Personajes

### Principales
- Scott Bakula como Dwayne «King» Cassius Pride
- Lucas Black como Christopher LaSalle (temp. 1-6)
- Zoe McLellan como Meredith Brody (temp. 1-2)
- Kerkovich como Sebastian Lund
- CCH Pounder como Loretta Wade
- Shalita Grant como Sonja Percy (recurrente temp. 1; principal temp. 2-4)[6]
- Daryl «Chill» Mitchell como Patton Plame (recurrente temp. 1; principal temp. 2-7)[6]
- Vanessa Ferlito como Tammy Gregorio (temp. 3-7)
- Necar Zadegan como Hannah Khoury (temp. 5-7)
- Charles Michael Davis como Quentin Carter (temp. 6-7)
- Chelsea Field como Rita Deveraux (recurrente temp. 3-6; principal temp. 7)[7]

## Episodios
| Temporada | Temporada | Episodios | Episodios | Emisión original         | Emisión original    |
| Temporada | Temporada | Episodios | Episodios | Primera emisión          | Última emisión      |
| --------- | --------- | --------- | --------- | ------------------------ | ------------------- |
|           | Intro     | 2         | 2         | 25 de marzo de 2014      | 1 de abril de 2014  |
|           | 1         | 23        | 23        | 23 de septiembre de 2014 | 12 de mayo de 2015  |
|           | 2         | 24        | 24        | 22 de septiembre de 2015 | 17 de mayo de 2016  |
|           | 3         | 24        | 24        | 20 de septiembre de 2016 | 16 de mayo de 2017  |
|           | 4         | 24        | 24        | 26 de septiembre de 2017 | 15 de mayo de 2018  |
|           | 5         | 24        | 24        | 25 de septiembre de 2018 | 14 de mayo de 2019  |
|           | 6         | 20        | 20        | 24 de septiembre de 2019 | 19 de abril de 2020 |
|           | 7         | 16        | 16        | 8 de noviembre de 2020   | 23 de mayo de 2021  |

## Producción

### Desarrollo
En septiembre de 2013, NCIS: New Orleans se presentó con un piloto de puerta trasera de dos partes durante la undécima temporada de NCIS. El título del episodio «Crescent City (Part I)» y «Crescent City (Part II)», escrito por Gary Glasberg, que se emitió del 25 de marzo de 2014 al 1 de abril de 2014, un segundo spin-off de NCIS y ambientado, filmado y ubicado en Nueva Orleans. NCIS: New Orleans fue aprobado a serie de televisión el 9 de mayo de 2014 y se estrenó el 23 de septiembre de 2014 en CBS. El 27 de octubre de 2014, CBS aprobó NCIS: New Orleans para una temporada completa de 23 episodios. El 12 de enero de 2015, NCIS: New Orleans fue renovada para una segunda temporada, que se estrenó el 22 de septiembre de 2015. NCIS: New Orleans fue renovada para una tercera temporada el 25 de marzo de 2016, que se estrenó el 20 de septiembre de 2016. La tercera temporada fue la última producida por el creador y showrunner de NCIS: New Orleans, Gary Glasberg, antes de morir el 28 de septiembre de 2016. NCIS: New Orleans se renovó para una cuarta temporada el 23 de marzo de 2017, que se estrenó el 26 de septiembre de 2017. NCIS: New Orleans se renovó para una quinta temporada el 18 de abril de 2018, que se estrenó el 25 de septiembre de 2018. NCIS: New Orleans fue renovada para una sexta temporada el 22 de abril de 2019, que se estrenó el 24 de septiembre de 2019. El 6 de mayo de 2020, NCIS: New Orleans fue renovada para la séptima temporada, que se estrenó el 8 de noviembre de 2020. El 17 de febrero de 2021, se anunció que la séptima temporada sería la última del programa con el final transmitiéndose el 23 de mayo de 2021.

### Casting
En febrero de 2014, el reparto del piloto estuvo compuesto por Scott Bakula, CCH Pounder y Zoe McLellan como Dwayne Pride, Loretta Wade y Meredith Brody. Lucas Black como Christopher LaSalle y Rob Kerkovich se unió al elenco como Sebastian Lund. En junio de 2015, Deadline Hollywood informó que Daryl Mitchell y Shalita Grant fueron promovidos como principales en la segunda temporada.
En julio de 2016, Zoe McLellan, quien interpreta a la agente especial Meredith Brody, dejó la serie «por razones creativas» y Vanessa Ferlito se unió al elenco como la agente especial Tammy Gregorio como un personaje regular de la serie.
En enero de 2018, se anunció que Shalita Grant, quien interpreta a la agente especial Sonja Percy, dejaría la serie cerca del final de la cuarta temporada. En agosto de 2018, se anunció que Necar Zadegan se uniría al elenco como la agente especial Hannah Khoury como un nuevo personaje principal para la quinta temporada.
En 2018, Jason Alan Carvell fue elegido como James Edwin «Jimmy» Boyd, medio hermano paterno del agente especial del NCIS Dwayne Pride. Repitió su papel de vez en cuando hasta el final del programa en 2021.
En noviembre de 2019, Lucas Black, quien interpretó al agente Christopher LaSalle, anunció que partiría en el sexto episodio de la sexta temporada. El 5 de febrero de 2020, se anunció que Charles Michael Davis había sido elegido como Quentin Carter y aparecería como un personaje principal. El 29 de septiembre de 2020, se anunció que la abogada Rita Devereaux, que es interpretada por Chelsea Field, sería un personaje principal en la séptima temporada después de haber sido recurrente durante las cuatro temporadas anteriores.

### Controversia
Brad Kern tomó las riendas de NCIS: New Orleans como showrunner en enero de 2016. En un año se había convertido en el centro de dos investigaciones por comportamiento inapropiado hacia las mujeres. El 17 de mayo de 2018, se informó que Kern dejaría su papel como productor ejecutivo y showrunner, pero permanecería como productor consultor, y Christopher Silber lo reemplazaría como showrunner. Kern fue suspendido en junio de 2018, cuando CBS inició una tercera investigación sobre denuncias de acoso. Kern fue despedido por CBS en octubre de 2018.

## Transmisión
NCIS: New Orleans se estrenó en CBS en los Estados Unidos el martes 23 de septiembre de 2014, con el estreno de la duodécima temporada de NCIS como introducción. La segunda temporada se estrenó el 22 de septiembre de 2015. La tercera temporada se estrenó el 20 de septiembre de 2016. La cuarta temporada se estrenó el 26 de septiembre de 2017. La quinta temporada se estrenó el 25 de septiembre de 2018. La sexta temporada se estrenó el 24 de septiembre de 2019. NCIS: New Orleans se emitió simultáneamente en Global en Canadá. En Australia, NCIS: New Orleans se estrenó en Network 10 el 7 de octubre de 2014. NCIS: New Orleans se vendió inicialmente al Channel 5 en el Reino Unido, donde se estrenó el 13 de febrero de 2015 y se emitió durante cuatro temporadas, antes de mudarse a Fox a partir del 20 de julio de 2018. NCIS: New Orleans se emitió en Prime en Nueva Zelanda, en AXN en India y en Fox en el Sudeste Asiático. El 2 de abril de 2015, la serie comenzó a transmitirse en el servicio de televisión por cable M-Net de Sudáfrica y también se transmitió a varias otras naciones del África subsahariana a través de DStv.

### Redifusión
En agosto de 2015, NCIS: New Orleans comenzó a transmitirse en TVOne Pakistan.
En diciembre de 2017, las repeticiones de NCIS: New Orleans comenzaron a transmitirse en TNT y FX.
En enero de 2021, las repeticiones de NCIS: New Orleans comenzaron a transmitirse en Ion Television.